# فرونالبستوك
فرونالبستوك (بالإنجليزية: Fronalpstock)‏ هو أحد جبال سلسلة جبال الألب غلاروس وجزء من القمة الأم كلينغينستوك يقع في كانتون شفيتس, سويسرا. يبلغ ارتفاع الجبل حوالي 1921 متر، بينما يبلغ ارتفاع نتوء الجبل 189 متر.